# The Last Rockstars
The Last Rockstars é um supergrupo de rock formado em 2022 por quatro proeminentes músicos japoneses: Yoshiki (X Japan), Hyde (L'Arc-en-Ciel, Vamps), Sugizo (Luna Sea, X Japan) e Miyavi, que deixou o grupo em 2024. Os membros anunciaram a colaboração em novembro de 2022 e lançaram seu primeiro single autointitulado em dezembro. Fizeram sua primeira turnê no início de 2023, englobando o Japão e os Estados Unidos.

## Carreira
A formação de The Last Rockstars foi anunciada em uma coletiva de imprensa em Tóquio em 11 de novembro de 2022. Os quatro membros - Yoshiki, Hyde, Sugizo e Miyavi - também anunciaram singles futuros e agendaram vários shows para janeiro e fevereiro de 2023: quatro em Tóquio e um em Nova Iorque e Los Angeles. Em 14 de dezembro, após seus dois shows nos Estados Unidos esgotarem, anunciaram que um segundo show em Nova Iorque havia sido adicionado à agenda da turnê devido à alta demanda. Também contaram que suas músicas seriam lançadas pela pela Melodee Music/Ingrooves, uma sub-gravadora da Universal Music e Virgin Music Group.
Yoshiki afirmou que a missão do grupo era "visar o mercado internacional além do Japão" e "preservar o espírito do rock", que o músico afirmou ter sido superado na cena musical moderna pelo pop e hip-hop. Previamente, Yoshiki, Sugizo e Miyavi haviam formado o supergrupo Skin com Gackt em 2007, porém sua única atividade foi um show em Los Angeles.
Em 23 de dezembro, The Last Rockstars lançou seu primeiro single, "The Last Rockstars (Paris Mix)". Ele alcançou o top dez das paradas da Finlândia, França, Hong Kong, Hungria, Taiwan, Nova Zelândia, Macau e Noruega. No dia 31, os membros fizeram sua apresentação de estreia no programa musical de véspera de Ano Novo da NHK 73º NHK Kōhaku Uta Gassen, estabelecendo um recorde nacional ao se apresentar no programa apenas oito dias após o lançamento de seu primeiro single. Band-Maid foi a banda de abertura dos três shows de estreia do The Last Rockstars nos Estados Unidos em 3, 4 e 10 de fevereiro.
O segundo single, "Pyscho Love", foi lançado em 4 de agosto de 2023. Logo em seguida eles anunciaram um show em Los Angeles para o dia 29 de novembro, que poucos dias antes de acontecer foi adiado para dia 29 de agosto de 2024 devido a um imprevisto não especificado, e depois foi cancelado.
A canção "Mastery" foi utilizada como música tema do videogame Tekken 8.
Em novembro de 2024, foi anunciado que Miyavi deixou o grupo.

## Membros
- Yoshiki (X Japan) – líder, bateria, piano
- Hyde (L'Arc~en~Ciel, Vamps) – vocais
- Sugizo (Luna Sea, X Japan) – guitarra

Ex membros
- Miyavi – guitarra

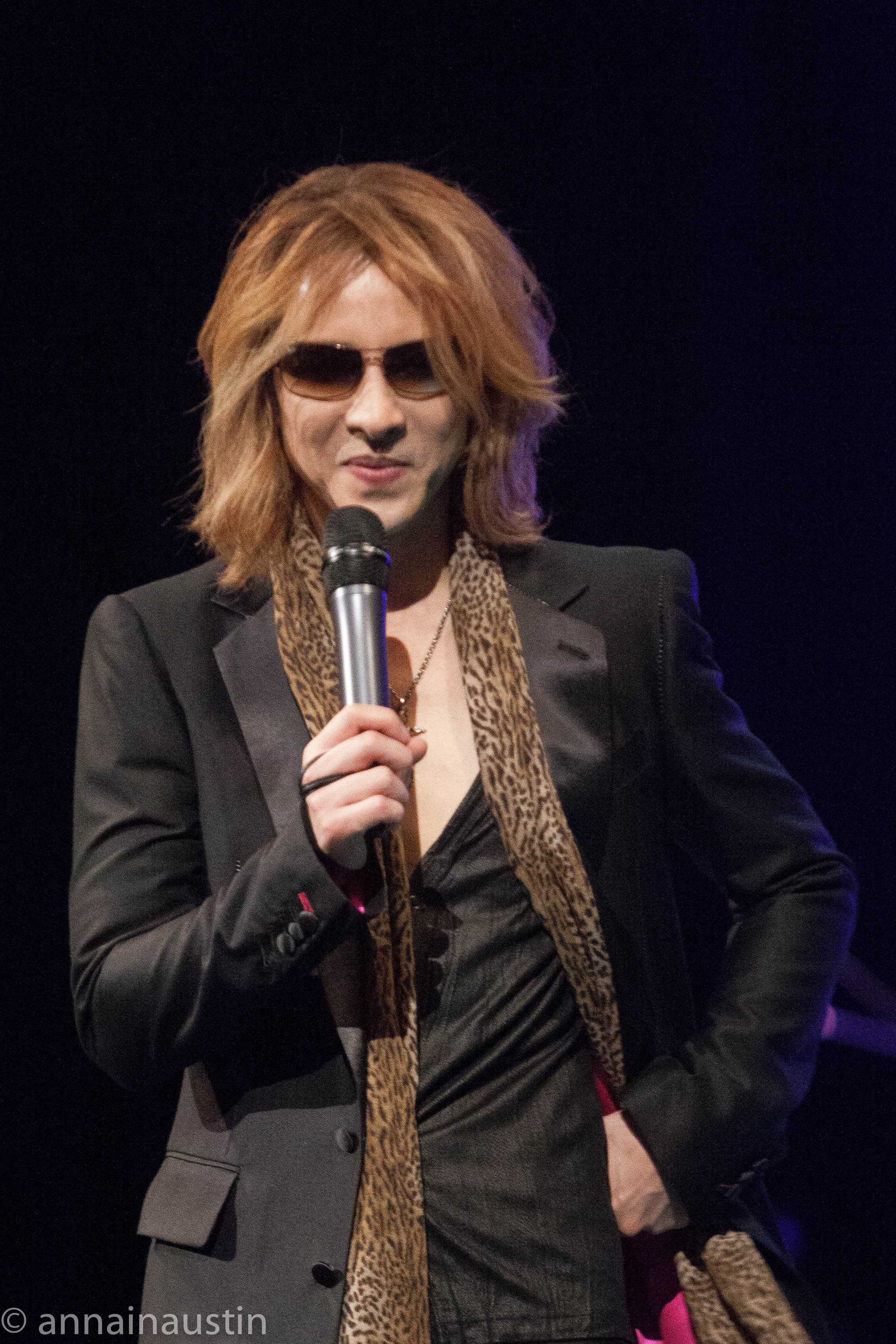
Yoshiki
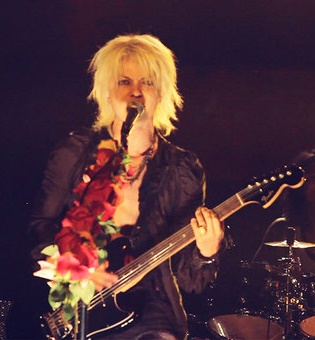
Hyde
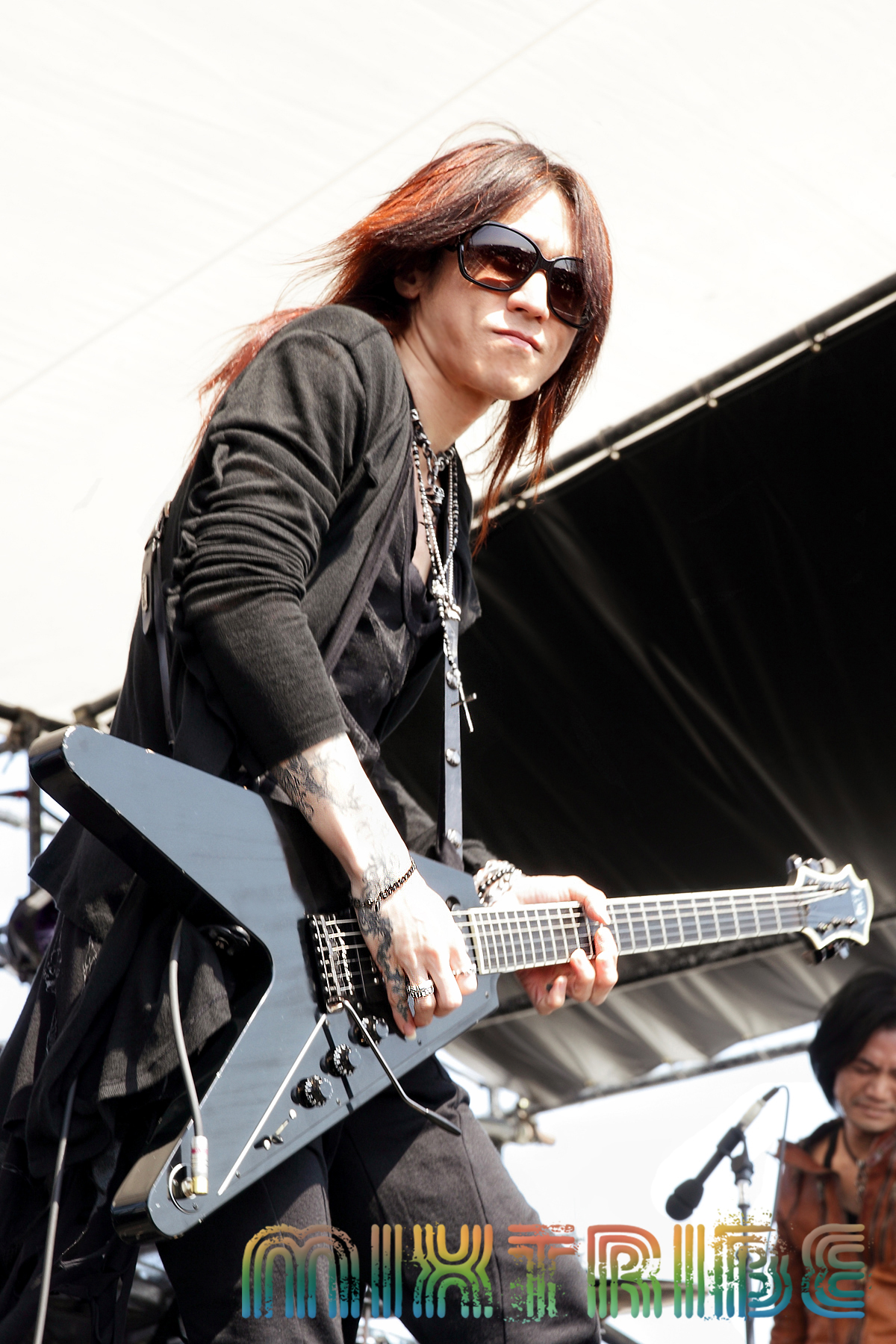
Sugizo
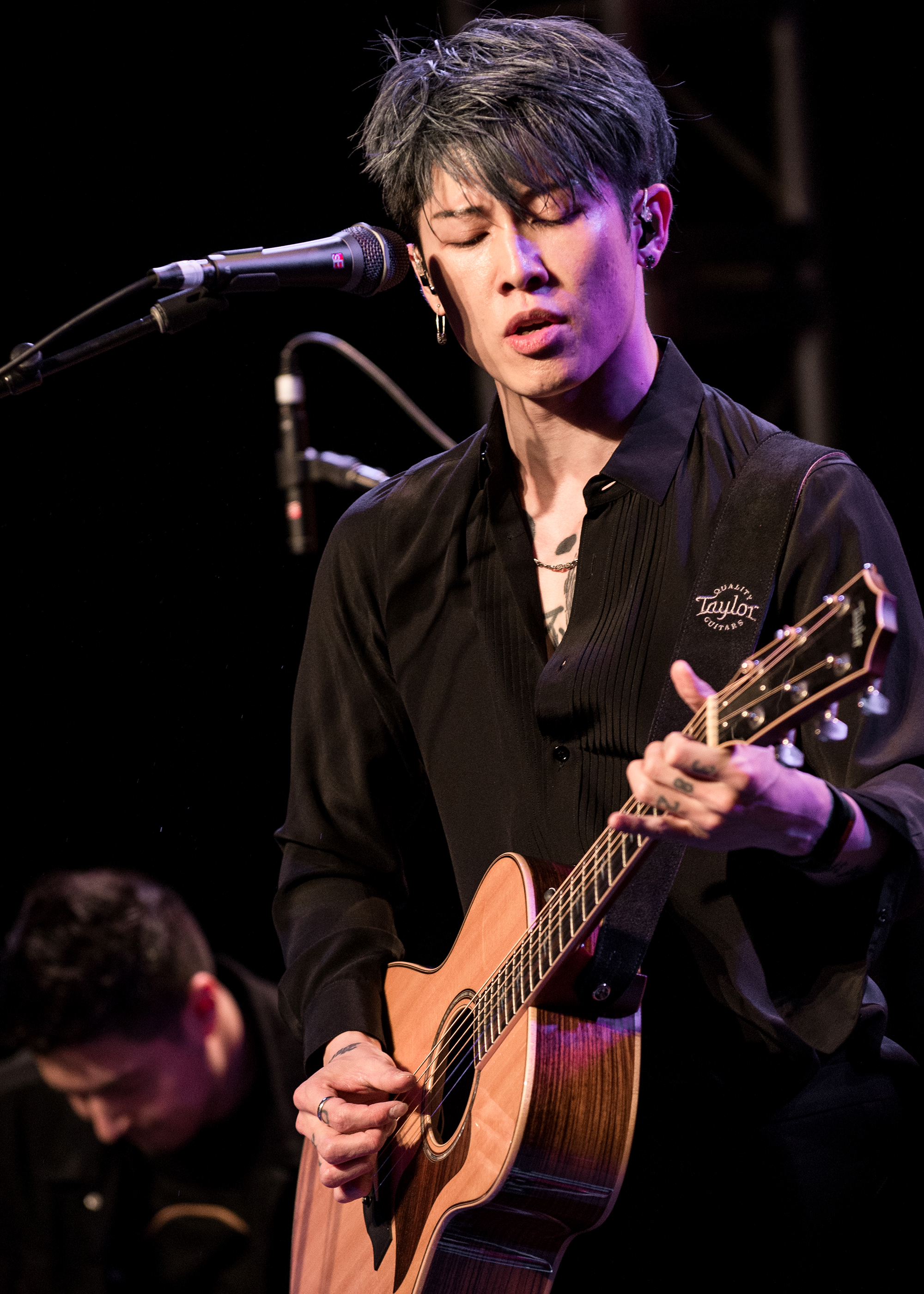
Miyavi

## Discografia

### Singles
| Título                           | Ano  | Posição de pico              | Posição de pico                |
| Título                           | Ano  | Oricon Digital Singles Chart | Billboard Japan Download Songs |
| -------------------------------- | ---- | ---------------------------- | ------------------------------ |
| "The Last Rockstars (Paris Mix)" | 2022 | 4                            | 4                              |
| "Psycho Love"                    | 2023 | 8                            | 8                              |